# Coisa Mais Linda
Coisa Mais Linda es una serie de televisión brasileña creada por Giuliano Cedroni y Heather Roth. Está protagonizada por Maria Casadevall, Pathy Dejesus, Fernanda Vasconcellos, Mel Lisboa, Leandro Lima e Ícaro Silva. La primera temporada, de siete episodios, se estrenó en Netflix a nivel mundial el 22 de marzo de 2019, y la segunda temporada de 6 episodios estrenados el 19 de junio de 2020.

## Sinopsis
Coisa Mais Linda es la historia de Malu (Maria Casadevall), una joven adinerada de São Paulo que se muda a Río de Janeiro para abrir un restaurante con su esposo. Tras su llegada, descubre que su esposo la abandonó y se fue con todo su dinero. Malu se encuentra en una situación desesperada que la llevará a conocer nuevas y excitantes experiencias.

## Reparto

### Principal
- Maria Casadevall es Maria Luiza "Malu" Carone
- Leandro Lima es Francisco "Chico" Carvalho
- Pathy Dejesus es Adélia Araújo
- Fernanda Vasconcellos es Lígia Soares
- Mel Lisboa es Thereza Soares
- Ícaro Silva es el capitán
- Alexandre Cioletti es Nelson Soares
- Gustavo Vaz es Augusto Soares
- Gustavo Machado es Roberto

### Recurrente
- Thaila Ayala es Helô
- João Bourbonnais es Ademar Carone
- Ondina Clais Castilho es Ester Carone
- Esther Góes es Eleonora Soares
- Larissa Nunes es Ivone Araújo
- Sarah Vitória es Conceição Araújo

## Recepción
En general Coisa Mais Linda ha tenido buena acogida por parte de la crítica especializada. Tess Cagle de The Daily Dot le dio a la serie cuatro estrellas de cinco posibles, afirmando que "Coisa Mais Linda hace honor a la resiliencia de la mujer en un marco histórico". Escribiendo para Decider.com, Joel Keller describió la serie como "una mirada exuberante a una mujer atrapada entre su vida conservadora en São Paulo y la vida más liberal que quiere experimentar en Río". The Review Geek le dio a la serie una puntuación de 7.5 sobre 10, afirmando que "su premisa puede que no sea tan original" pero alabando su "mezcla única de belleza estética y química de los personajes".